# Coqui Calderón
Constancia Calderón de Augrain, también llamada Coqui Calderón, (Panamá, 1937) es una pintora y artista visual panameña quien inició su extensa carrera profesional en los años sesenta.

## Biografía
Hija del ingeniero panameño Manuel Calderón y de la americana Connie Byrd. Culmina sus estudios secundarios en el Colegio Las Esclavas a los dieciséis años. Estudió artes plásticas en Estados Unidos, donde en 1959 completó el grado de Bachelor of Arts con especialización en arte e historia del arte en Rosemont College en el estado de Pensilvania. Luego tomó cursos libres de arte durante tres años en París, Francia en la Academia de la Grande Chaumiere, la Academie Julien y la Sorbonne. Posteriormente, vivió durante cinco años (1961-1967) en la ciudad de Nueva York, después de lo cual volvió a su país. A su regreso a Panamá en la década de los sesenta eran inexistentes los lugares para que los artistas expusieran sus obras por lo que Alberto Dutary le presta su taller y organiza su primera exposición en la tienda Gibco. En los años ochenta residió en Miami, Florida por un periodo diez años, después de lo cual regresó a Panamá, donde aún vive hoy en día.
A lo largo de varias décadas, ha practicado una variedad de estilos, mostrando interés en diversos temas, con un enfoque en el ser humano y la naturaleza. Cuenta con una larga lista de exposiciones individuales y colectivas. Marcó una diferencia en el desarrollo del arte en su país a través de su trabajo como propulsora del Museo de Arte Contemporáneo de Panamá (MAC). En el 2008 fue Presidenta de la junta directiva del MAC.

## Reconocimientos
En 1968 recibe el primer premio del XII Certamen Nacional de Cultura, San Salvador, El Salvador.
En 1968 recibe mención honorífica  en el Certamen Xerox, Panamá  
En 1983 recibe junto a Graciela de Eleta, la Orden de Vasco Núñez de Balboa por su labor de promoción del arte nacional.

## Exhibiciones Individuales[8]
1960 Instituto Panameño de arte (Panamá)
1961 Gallerie Schumacher, Munich (Alemania)
1961 Galería du Pont Neuf, París (Francia)
1962 Instituto Panameño de Arte (Panamá)
1964 Unión Panamericana, Washington D. C. (EE.UU)
1967 Instituto de Arte Contemporáneo, Lima (Perú)
1968 Instituto Panameño de Arte (Panamá)
1969 Instituto Panameño de Arte (Panamá)
1974 Instituto Panameño de Arte (Panamá)
1977 Instituto Panameño de Arte (Panamá)
1977 Galería Etcétera (Panamá)
1984 Galería Etcétera, "Protesta 84" (Panamá)
1988 Galería Arteconsult "Obras Recientes de Coqui Calderón" (Panamá)
1992 The Arden Gallery, Boston Massachusetts (EE.UU)
1993 Galería 1-2-3 "Coqui Calderón: Artista Panameña". San Salvador (El Salvador)
1995 The Americas Collection, "Deities". Coral Gables, Florida (EE.UU)